# Gare de Funaoka (Kyoto)
Pour les articles homonymes, voir Funaoka et Gare de Funaoka.
La gare de Funaoka (船岡駅, Funaoka-eki) est une gare ferroviaire située à Sonobe, dans la ville de Nantan, dans la préfecture de Kyoto au Japon, située sur la ligne principale San'in. La gare est exploitée par la compagnie JR West. Elle porte le nom de l'ancien village de Funaoka, dans lequel elle se trouve.

## Situation ferroviaire
La gare de Funaoka est située au point kilométrique (PK) 38,2 de la ligne principale San'in. Elle se trouve au numéro 2-2 dans le bloc de Suwa (諏訪) du quartier Funaoka (船岡) du secteur Sonobe (園部町) de la ville de Nantan.

## Histoire
La gare de Funaoka est ouverte dans le bourg de Sonobe du district de Funai le 10 octobre 1953 entre les gares de Sonobe et de Tonoda, par la société gouvernementale des chemins de fer japonais sur la ligne principale San'in. Elle ouvre alors seulement au service passagers.
Le 1er avril 1987, dû à la privatisation des chemins de fer nationaux, la gare est désormais prise en charge par JR West. Le 1er avril 1991, avec la création du bureau ferroviaire (ja) de Maizuru (舞鶴鉄道部), la gare est désormais administrée par ce bureau ferroviaire, mais le 1er juillet 2006, avec la suppression de ce bureau, la gare de Funaoka est depuis administrée par la succursale Fukuchiyama de JR West (ja), dont le gestionnaire est la gare de Nishi-Maizuru. Quelques années plus tard, la gare gestionnaire de la succursale de Fukuchiyama est devenue la gare d'Ayabe. À partir du 13 mars 2021, les cartes à puce ICOCA sont utilisables à la gare de Funaoka. Le 1er juin 2022, la gare est désormais gérée par la gare de Fukuchiyama.

## Service des voyageurs

### Accueil
La gare est construite en position aérienne sur un terre-plein. Elle ne dispose pas de bâtiment voyageurs et les passagers montent directement sur le quai central. Sans employés, elle est gérée directement par la gare de Fukuchiyama et ne dispose pas non de distributeurs de titres de transport. On y trouve cependant un portillon d'accès compatible avec le service ICOCA,.
On trouve un stationnement automobile et un stationnement cyclable non loin de la gare, à l'ouest.

### Desserte
La gare comprend un quai central, dont les deux voies sont disposées de la façon suivante :
- Ligne principale San'in
  - Voie 1-2
    - trains montants : direction Sonobe et Kyoto
    - tains descendants : direction Ayabe et Fukuchiyama

En principe, tous les trains s'arrêtent sur la voie 2 et la voie 1 est utilisée seulement comme voie secondaire. Lors d'un croisement dans lequel un train doit passer la gare sans s'arrêter, le train devant s'arrêter à la voie 1, comme tout train attendant un autre train.

### Gares adjacentes
| «      |  | Service                                 |  | »       |
| ------ |  | --------------------------------------- |  | ------- |
| Sonobe |  | Ligne principale San'in (service local) |  | Hiyoshi |

### Intermodalité
Les autobus du service local Gururin Bus (ja) desservent la gare, à l'arrêt « gare de Funaoka » (船岡駅), nommément la ligne 30.

## Dans les environs
On trouve à proximité l'ancienne école primaire municipale Kawabe (ja) (南丹市立川辺小学校), fermée en mars 2015 et le bureau de poste de Funaoka (船岡簡易郵便局), entre autres.
Tout près se trouve aussi le petit sanctuaire shinto Tsukiyomi-jinja (月読神社) et les ruines du château de Suwayama (諏訪山城).